# Tigerwaldsänger
Der Tigerwaldsänger (Setophaga tigrina, Syn.: Dendroica tigrina) ist ein kleiner Vogel aus der Gattung der Baumwaldsänger (Setophaga) in der Familie der Waldsänger (Parulidae).

## Merkmale
Die Krone an dem gelben Kopf ist bei dem männlichen Tigerwaldsänger dunkelgrau bis schwarz, die Ohrdecken sind haselnussbraun. Auf den Flügeldecken befindet sich eine große weiße Flügelbinde. Das gelbe Unterseitengefieder, das nach hinten weiß ausläuft, ist mit schwarzen Streifen durchsetzt. Das Obenseitengefieder ist olivgrün bis dunkelbraun. Ein schwarzer Zügelstreif ist bei beiden Geschlechtern meist recht deutlich erkennbar. Das Weibchen hat insgesamt ein stumpferes Gefieder, die Gelbanteile sind nur blass zu sehen, und es fehlt die weiße Flügelbinde auf den Flügeldecken und die haselnussbraune Färbung der Ohrdecken.

## Ernährung
Sie ernähren sich vorwiegend von Insekten, die sie nicht nur am Boden oder im Blattwerk aufstöbern, sondern auch mit einem flinken und wendigen Flug beim Fliegen fangen. Eine wichtige Rolle spielen sie für die nordamerikanischen Wälder, da sie unter anderem auch Raupen von schädlichen Insekten vertilgen. Der Saft von Beeren und Früchten wird vor allem im Winter aufgenommen, indem der Tigerwaldsänger mit seinem spitzen kleinen Schnabel ein kleines Loch bohrt.

## Fortpflanzung
Der Tigerwaldsänger erbaut auf einem Zweig an einer Fichte oder Tanne hoch oben ein nach oben geöffnetes schalenförmiges kleines Nest, das aus Federn, Haaren, Zweigen, Gräsern und weiteren Pflanzenteilen besteht. In das Nest legt das Weibchen vier bis acht braun oder grau gefleckte weiße Eier.

## Vorkommen und Bedrohung
Tigerwaldsänger bewohnen oft gemischte Nadelholzwälder oder Fichtenwälder in Nordamerika. Weitere Lebensräume sind Gebiete mit hohem Baumbestand. Das Verbreitungsgebiet erstreckt sich unter anderem von den Wäldern im Norden von Kanada über Alberta bis zur atlantischen Küste. Im Winter zieht der Tiger-Waldsänger in die Karibik und nach Zentralamerika. Als seltener Gast ist er auch in Westeuropa vorzufinden.
Der Tigerwaldsänger ist vor allem durch die Rodung und Vernichtung seiner Lebensräume in seinem Bestand bedroht. Ferner scheint er empfindlich gegen Pestizide zu sein, die beispielsweise gegen Wickler eingesetzt werden, um Schäden an der Gemeinen Fichte (Picea abies) zu vermeiden.